# Ricardo Jamin Vidal
Ricardo Jamin Vidal (Mogpog, 6 febbraio 1931 – Cebu, 18 ottobre 2017) è stato un cardinale e arcivescovo cattolico filippino.

## Biografia
Ricardo Jamin Vidal nacque a Mogpog il 6 febbraio 1931 da Faustino S. Vidal, originario della municipalità di Pila, e Natividad Jamin, originaria di Mogpog. Era il quinto di sei fratelli. Nel 1937 ricevette la prima comunione in una celebrazione eucaristica internazionale.

### Formazione e ministero sacerdotale
Frequentò la scuola elementare a Mogpog. Proseguì quindi gli studi nel seminario minore "Santissimo Rosario" (oggi seminario "Nostra Signora del Monte Carmelo") a Sariaya e al seminario "San Francesco di Sales" a Lipa dove studiò filosofia. Studiò quindi teologia nel seminario "San Carlos" di Makati.
Il 24 settembre 1955 fu ordinato diacono e il 17 marzo dell'anno successivo presbitero nella cattedrale di San Fernando a Lucena dall'amministratore apostolico della diocesi Alfredo Maria Obviar y Aranda. Poco dopo gli venne affidato l'incarico di direttore spirituale del locale seminario del Monte Carmelo, compito che svolse insieme a quello di vicario parrocchiale nella sua città natale. Dal 1957 al 1965 fu direttore spirituale del seminario minore di Lucena. In seguito ne divenne rettore e si dedicò alla formazione dei giovani candidati al sacerdozio fino alla nomina episcopale.

### Ministero episcopale
Il 10 settembre 1971 papa Paolo VI lo nominò vescovo titolare di Claterna e coadiutore di Malolos. Ricevette l'ordinazione episcopale il 30 novembre successivo dall'arcivescovo Carmine Rocco, nunzio apostolico nelle Filippine, coconsacranti il vescovo di Borongan Godofredo Pedernal Pisig e quello di Laoag Rafael Montiano Lim. Il 22 agosto 1973 venne nominato arcivescovo metropolita di Lipa.
Il 13 aprile 1981 papa Giovanni Paolo II lo nominò arcivescovo coadiutore di Cebu. Il 24 agosto dell'anno successivo succedette alla medesima sede.
Fu un frequente collaboratore del vescovo Teofilo Camomot e rese testimonianza di un suo presento miracolo. Vidal contribuì anche le fondare le Catechiste missionarie di Santa Teresa, un ordine religioso cattolico.
Il 25 maggio 1985 papa Giovanni Paolo II lo creò cardinale e gli assegnò il titolo di Santi Pietro e Paolo a Via Ostiense. Partecipò al conclave del 2005 che elesse papa Benedetto XVI. Fu l'unico cardinale filippino a partecipare al conclave poiché le cattive condizioni di salute impedirono la partecipazione del cardinale Jaime Sin.
I cardinali Vidal e Jaime Sin nel 1986 sostennero la Rivoluzione del Rosario. Come arcivescovo di Cebu e presidente della Conferenza episcopale delle Filippine, Vidal guidò il resto dei prelati filippini che fecero una dichiarazione congiunta contro il governo e i risultati delle elezioni anticipate.
Nel 1989 la presidente Corazon Aquino gli chiese di convincere il generale José Comendador, che era solidale con le forze ribelli che combattevano il suo governo, ad arrendersi pacificamente. Il suo intervento scongiurò quello che sarebbe potuto essere un sanguinoso colpo di Stato. Rientrata l'emergenza, nel 1991 l'opinione pubblica del paese lo definì un "uomo di pace" per i suoi interventi in favore della riconciliazione, volti ad assicurare la possibilità di elezioni democratiche e ad evitare violenze.
Nel 2001, durante la Rivoluzione EDSA II, il cardinale Vidal convinse il presidente Joseph Estrada a dimettersi. Questi successivamente venne arrestato. In seguito con il senatore Manny Villar e il presidente della Camera Jose de Venecia Jr. scrissero una lettera in cui si chiede al presidente Gloria Macapagal-Arroyo di concedere il perdono a Joseph Estrada nello "spirito di unità nazionale e riconciliazione". Estrada venne graziato e rilasciato dalla detenzione nel 2007.
Nel 2009 con il cardinale Gaudencio Rosales, attuò una "pressione morale" sui parlamentari e i governanti perché la legge agraria in discussione fosse a beneficio dei contadini poveri e più estesa possibile. Era da sempre a fianco dei lavoratori, al punto che nel 1986 si era impegnato a dedicare la prima domenica di Quaresima ai migranti costretti a partire in cerca di fortuna all'estero.
Il 15 ottobre 2010 papa Benedetto XVI accettò la sua rinuncia al governo pastorale dell'arcidiocesi. Gli succedette monsignor Jose Serofia Palma.
Nel febbraio del 2011 effettuò la visita ad limina.
Dal 1985 al 1987 fu presidente della Conferenza dei vescovi cattolici delle Filippine. Dal 1985 al 1994 fece parte del comitato permanente della Federazione delle conferenze episcopali dell'Asia. Nel 1989 divenne presidente della commissione per il clero della Conferenza dei vescovi cattolici delle Filippine.
Fu membro della Congregazione per l'evangelizzazione dei popoli, della Congregazione per l'educazione cattolica, del Pontificio consiglio per la famiglia e del Pontificio consiglio della pastorale per gli operatori sanitari. Fece parte anche del consiglio permanente del Sinodo dei vescovi dal 1989 al 1994.  Dal gennaio del 2000 fu anche presidente del Pontificio collegio filippino di Roma.
Partecipò alla II assemblea generale straordinaria del Sinodo dei vescovi che ebbe luogo nella Città del Vaticano dal 24 novembre all'8 dicembre 1985 sul tema "XX anniversario della conclusione del Concilio Vaticano II", alla VII assemblea generale ordinaria del Sinodo dei vescovi che ebbe luogo nella Città del Vaticano dal 1° al 30 ottobre 1987 sul tema "La vocazione e la missione dei laici nella Chiesa e nel mondo", della quale fu anche presidente delegato, all'VIII assemblea generale ordinaria del Sinodo dei Vescovi che ebbe luogo nella Città del Vaticano dal 30 settembre al 29 ottobre 1990 sul tema "La formazione dei sacerdoti nelle circostanze attuali" e alla IX assemblea generale ordinaria del Sinodo dei vescovi che ebbe luogo nella Città del Vaticano dal 2 al 29 ottobre 1994 sul tema "La vita consacrata e la sua missione nella Chiesa e nel mondo".
Dopo il ritiro, prese residenza presso il Sto. Niño Village di Cebu. Continuò a presiedere le messe e a partecipare agli eventi organizzati dall'arcidiocesi di Cebu. Nel 2004 subì una procedura di cateterizzazione coronarica e gli venne installato un pacemaker. Il 23 settembre 2013 subì un lieve ictus. A partire dal 2014 fu ricoverato più volte per polmonite. Nel maggio del 2017 venne ricoverato per la stessa malattia e l'11 ottobre ricevette l'unzione degli infermi. Morì all'Ospedale del Perpetuo Soccorso di Cebu il 18 ottobre 2017 all'età di 86 anni a causa di una setticemia, complicanza della polmonite per la quale era stato ricoverato nei giorni precedenti. Le esequie si tennero il 26 ottobre nella cattedrale metropolitana di Cebu e furono presiedute dal suo successore Jose Serofia Palma. Al termine del rito fu sepolto all'interno dello stesso edificio.

## Riconoscimenti
Durante la sua vita il cardinale Vidal ricevette numerosi riconoscimenti. Il 7 dicembre 2010 il Senato delle Filippine premiò il suo servizio alla città di Cebu con la risoluzione n. 306: "È stato deciso dal Senato di onorare il cardinale Ricardo Vidal, arcivescovo di Cebu, per il suo servizio alla popolazione di Cebu, fungendo da guida spirituale e ispirazione, aiutando la comunità a prevenire o sopravvivere a diverse crisi e conflitti, spesso agendo come un peacekeeper e dando la voce della moderazione in scontri di opinioni e interessi in questioni locali e nazionali".
Ricevette anche il riconoscimento dalla Camera dei rappresentanti delle Filippine attraverso la risoluzione n. 593. La provincia di Cebu gli concesse il massimo riconoscimento provinciale, l'Ordine di Lapu-Lapu. Le città di Cebu e Talisay gli concessero la cittadinanza onoraria. Nel marzo del 2009 l'Università delle Visayas di Cebu gli concesse un Doctor of Humanities honoris causa.

## Genealogia episcopale e successione apostolica
La genealogia episcopale è:
- Cardinale Scipione Rebiba
- Cardinale Giulio Antonio Santori
- Cardinale Girolamo Bernerio, O.P.
- Arcivescovo Galeazzo Sanvitale
- Cardinale Ludovico Ludovisi
- Cardinale Luigi Caetani
- Cardinale Ulderico Carpegna
- Cardinale Paluzzo Paluzzi Altieri degli Albertoni
- Papa Benedetto XIII
- Papa Benedetto XIV
- Papa Clemente XIII
- Cardinale Marcantonio Colonna
- Cardinale Giacinto Sigismondo Gerdil, B.
- Cardinale Giulio Maria della Somaglia
- Cardinale Carlo Odescalchi, S.I.
- Cardinale Costantino Patrizi Naro
- Cardinale Lucido Maria Parocchi
- Papa Pio X
- Cardinale Gaetano De Lai
- Cardinale Raffaele Carlo Rossi, O.C.D.
- Cardinale Amleto Giovanni Cicognani
- Arcivescovo Carmine Rocco
- Cardinale Ricardo Jamin Vidal

La successione apostolica è:
- Vescovo Leopoldo Sumaylo Tumulak (1987)
- Vescovo Maximiano Tuazon Cruz (1987)
- Vescovo Precioso Dacalos Cantillas, S.D.B. (1995)
- Vescovo Arturo Mandin Bastes, S.V.D. (1997)
- Arcivescovo John Forrosuelo Du (1998)
- Vescovo Antonieto Dumagan Cabajog (1999)
- Vescovo Julito Buhisan Cortes (2002)
- Vescovo Isabelo Caiban Abarquez (2003)
- Vescovo Patricio Abella Buzon, S.D.B. (2003)
- Vescovo Emmanuel Treveno Cabajar, C.SS.R. (2004)
- Vescovo Roberto Calara Mallari (2006)
- Arcivescovo Marlo Mendoza Peralta (2006)
- Arcivescovo Francisco Montecillo Padilla (2006)